# Aechmea mutica
Aechmea mutica är en gräsväxtart som beskrevs av Lyman Bradford Smith. Aechmea mutica ingår i släktet Aechmea och familjen Bromeliaceae. Inga underarter finns listade i Catalogue of Life.